# Tanjung Jati (Kamal)
Tanjung Jati is een bestuurslaag in het regentschap Bangkalan van de provincie Oost-Java, Indonesië. Tanjung Jati telt 2359 inwoners (volkstelling 2010).